# Pierre Courthion
Pierre Courthion (* 14. Januar 1902 in Genf; † 2. März 1988 in Paris) war ein Schweizer Kunsthistoriker und Schriftsteller.

## Leben
Pierre Courthion wuchs als Sohn des Journalisten und Schriftstellers Louis Courthion (1858–1922) in Genf auf. Am Kollegium Schwyz machte er die Matura.
Er studierte Kunstgeschichte an der Universität Genf und in Paris, wo er ab 1923 lebte. Von 1933 bis 1939 leitete er die Fondation suisse der Cité Internationale Universitaire de Paris.
Während des Zweiten Weltkriegs hielt sich Courthion wieder in Genf auf, wo er für die Verlage von Albert Skira und Pierre Cailler arbeitete. 1945 kehrte er nach Paris zurück und erhielt die französische Staatsbürgerschaft. Neben seinen zahlreichen Monografien zu kunsthistorischen Themen und einzelnen Künstlern ist besonders sein Katalog der Werke Courbets hervorzuheben.

## Auszeichnungen
- 1959: Gesamtwerkspreis der Schweizerischen Schillerstiftung

## Werke (Auswahl)

### Kunstgeschichte
- L’évolution de l’art moderne, Paris 1925
- Panorama de la peinture française contemporaine, Paris 1927
- La Vie de Delacroix, Paris 1928
- Nicolas Poussin, Paris 1929
- Claude Gellée dit Le Lorrain, Paris 1932
- Genève ou le portrait des Töpffer, Paris 1936
- Le Visage de Matisse, Lausanne 1942
- Bonnard. Peintre du merveilleux, Lausanne 1945
- David, Ingres, Gros, Géricault. Skira, Genf 1947
- Raoul Dufy. Cailler, Genf 1951
- Montmartre
  - Montmartre. Skira, Genf 1956
- Paris d’autrefois
  - Das alte Paris. Von Fouquet zu Daumier. Skira, Genf 1957
- Paris des temps nouveaux
  - Paris der neuen Zeit. Vom Impressionismus zur Jetztzeit. Skira, Genf 1957
- La Peinture flamande de Van Eyck à Bruegel, 1958
  - Meisterwerke der flämischen Malerei von van Eyck bis Bruegel. Bertelsmann, Gütersloh 1958
- L’Art indépendant. Panorama international de 1900 à nos jours. Albin Michel, Paris 1958
- Le Romantisme, 1961
  - Malerei der Romantik. Skira, Genf 1961
- Édouard Manet, Paris 1961
  - Edouard Manet. Ex Libris, Zürich 1962; DuMont, Köln 1990, ISBN 3-7701-2598-3.
- Georges Rouault, Paris 1962
  - Georges Rouault. Leben und Werk. DuMont, Köln 1962; ebd. 1980, ISBN 3-7701-1217-2.
- Paris. De sa naissance à nos jours, 1966
  - Paris. Geschichte einer Weltstadt, Gütersloh 1966
- Ch. Rollier, Neuenburg 1969
- Seurat, Paris 1969
  - Georges Seurat. DuMont, Köln 1969; ebd. 1991, ISBN 3-7701-2701-3.
- Soutine. Peintre du déchirant, Lausanne 1972
- Les Impressionnistes
  - Malerei des Impressionismus. DuMont, Köln 1976, ISBN 3-7701-0901-5.
- Utrillo et Montmartre
  - Utrillo und der Montmartre. Schuler, München 1974, ISBN 3-7796-5033-9.
- Toute l’œuvre peint de Courbet. Flammarion, Paris 1987.

### Dichtung
- Suite montagnarde, Anvers 1932
- Les vagabondes héraldiques, Paris 1934
- Bal, Paris 1936
- L’ange des tours penchées, Paris 1936
- Métier des hommes, Paris 1936
- Monsieur Ténor, Paris 1936
- Notre ami le vin, illustriert von Paul Monnier, Freiburg 1943

### Autobiografie
- D’une palette à l’autre. Mémoires d’un critique d’art. Vorwort von Jean Starobinski. La Baconnière, Genf 2004, ISBN 2-915306-03-6.